# Z27 (есмінець)
Z27 (нім. Z 27) — військовий корабель, ескадрений міноносець типу 1936A Кріґсмаріне за часів Другої світової війни.
Есмінець Z27 закладений 27 грудня 1939 року на верфі заводу Deutsche Schiff- und Maschinenbau, AG Weser у Бремені, 1 серпня 1940 року спущений на воду, а 26 лютого 1941 року корабель уведений до складу військово-морських сил Третього Рейху. Есмінець брав участь у бойових діях в атлантичних та арктичних водах, біля берегів Норвегії.

## Історія служби
Наприкінці вересня 1941 року Z27 увійшов до Балтійського флоту, тимчасового формування, створене на чолі з лінкором «Тірпіц», коли 23–29 вересня він вирушив в Аландське море, щоб запобігти будь-яким спробам радянського Балтійського флоту прорватися з Фінської затоки.
13–15 жовтня 1942 року есмінці Z4 «Ріхард Бітцен», Z16 «Фрідріх Еккольдт», Z27 та Z30 поставили мінне поле біля півострова Канін у гирлі Білого моря, на якому підірвався радянський криголам «Мікоян». Через три тижні, на початку листопада, ті ж чотири есмінці супроводжували важкий крейсер «Адмірал Гіппер», коли той намагалася перехопити торгові судна союзників, які самостійно проходили до радянських портів на початку листопада. Німецькі бойові кораблі перехопили та потопили радянський нафтовий танкер «Донбас»та мисливець за підводними човнами БО-78.
2 грудня 1942 року Z27 відплив до Бремена, де встав на ремонт, і 15 червня 1943 року повернувся до Норвегії. В період з 19 до 28 червня разом з Z30 він провів кілька місій з постановки мінних полів біля південної Норвегії.
У вересні 1943 року есмінець брав участь в операції «Цитронелла», рейді Крігсмаріне на норвезький острів Шпіцберген. «Шарнгорст» з Z15 «Ерік Штайбрінк», Z27 і Z30 зруйнували розташоване в глибині фіорду селище Лонг'їр, де знаходився другий за чисельністю норвезький гарнізон. Вже через 5 годин після початку висадки останні солдати повернулися назад на кораблі, які негайно лягли на зворотний курс.
24 вересня він був одним із чотирьох есмінців, які супроводжували «Лютцов» до Кіля, а 31 жовтня разом з есмінцем ZH1 вирушив до Франції. Під час рейсу до Ле-Вердон-сюр-Мер обидва кораблі були незначно пошкоджені осколками британської берегової артилерії, коли проходили через Ла-Манш. 5 листопада вони були безуспішно атаковані британськими швидкісними торпедними човнами біля мису д'Антіфер, німці пошкодили кількох нападників. Під командуванням капітана-цур-зее Ганса Ердменгера, командира 8-ї флотилії есмінців, корабель був одним із супроводжуючих для проривача блокади MV Osorno (6951 GRT) через Біскайську затоку.
28 грудня 1943 року у Біскайській затоці стався морський бій між британськими та німецькими кораблями, в якому британські крейсери «Ентерпрайз» і «Глазго» потопили німецькі есмінець Z27 і міноносці T25 та T26.

## Командири
- Корветтен-капітан Карл Шмідт (26 лютого 1941 — серпень 1942)
- Корветтен-капітан Гюнтер Шульц (серпень 1942 — 26 грудня 1943).